# Коромысло голубое
Коромысло голубое, или камышовое коромысло (Aeshna juncea) — вид стрекоз семейства коромысловых (Aeshnidae).
Камышовое коромысло является одним из самых крупных видов стрекоз рода. Вид распространён в Евразии и Северной Америке. Лёт продолжается в период с июня до начала октября.

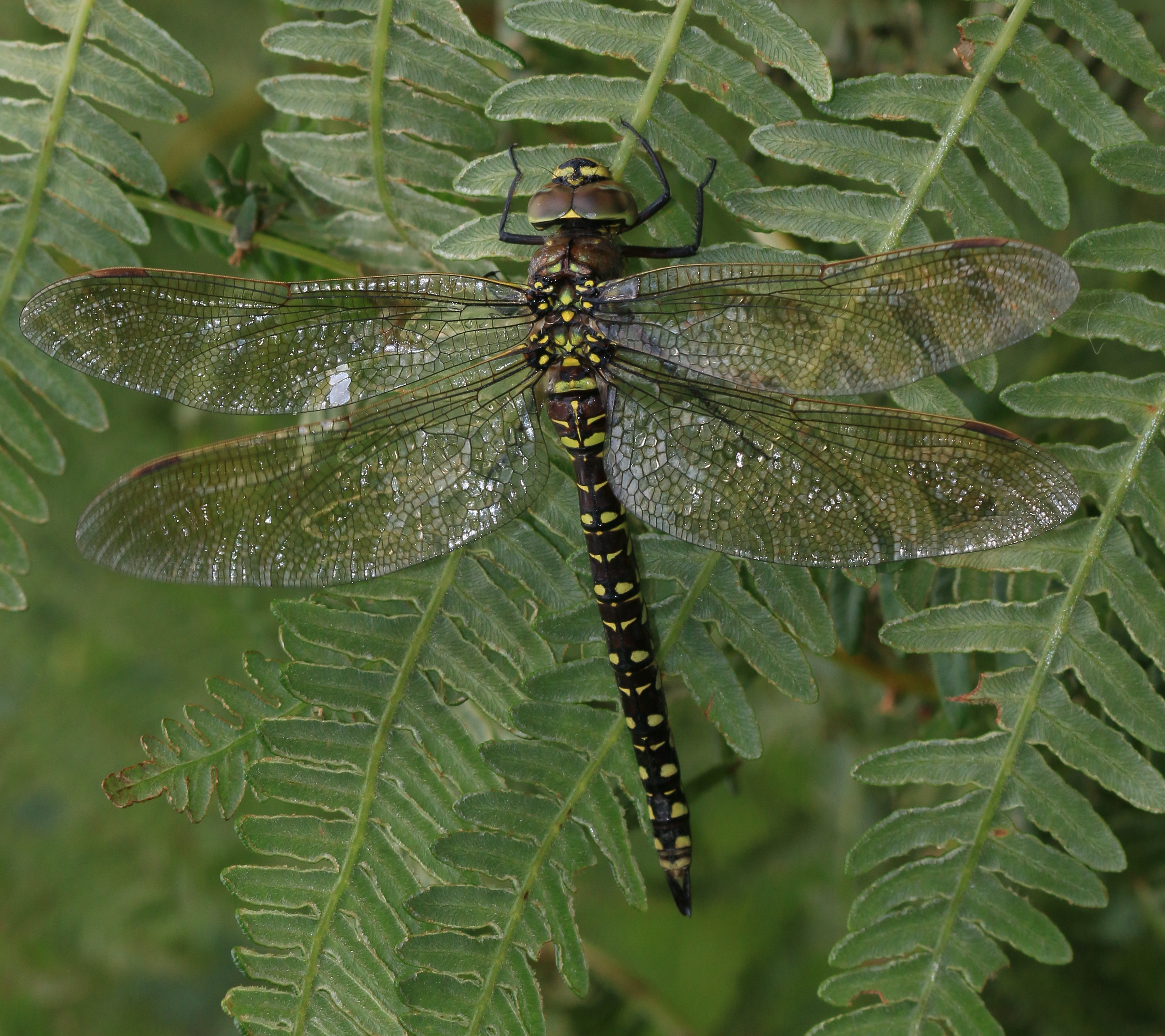
Самка

Камышовое коромысло достигает 74 мм в длину. Тело самца коричневое сверху, чёрное на брюшке с парными синими и жёлтыми пятнами на каждом сегменте брюшка и с узкой полосой вдоль спинной поверхности грудной клетки. У самок брюхо коричневато-жёлтое, иногда с зелёными или синими пятнами.